# 南塘山隧道
南塘山隧道是新白广城际铁路的隧道，位于中华人民共和国广东省广州市白云区钟落潭镇的南塘山森林公园。
隧道位于竹料站至钟落潭东站区间。隧道进洞口位于钟落潭镇光明村，出洞口位于钟落潭镇白土村，全长1,861米，最大埋深约119.5米，是全线最长的山岭隧道，亦是全线重难点控制工程。
2018年2月5日，南塘山隧道全线贯通，成为新白广城际首座贯通隧道。